# 化学合成
化学合成（かがくごうせい、英語: chemical synthesis）は、化学反応を駆使して目的の化合物を作ること。主に有機合成を指す。

## 概要

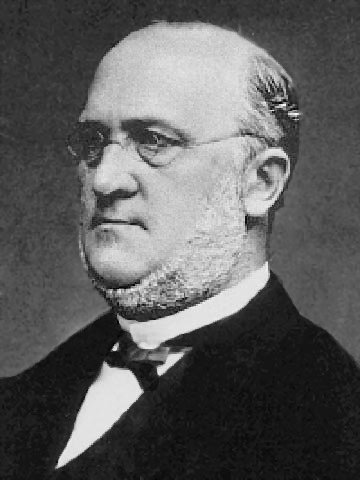
ヘルマン・コルベ、化学合成の命名者

化学合成の原語 "synthesis" の語を最初に使ったのは19世紀ドイツの化学者ヘルマン・コルベである。
多くの場合、目的物が得られるまで数段階の化学反応が用いられ、その各段階に付随して、化学的・物理的な単離・精製・分析が行われる。得られた結果については、他の実験者による再現性があり、検証することができ、また確立されたものであることが求められる。
化学合成は原料となる化合物や試薬を選択することから始まる。目的物を得るための化学反応は様々なものが利用できる。得られた生成物の量を表すには2通りの方法があり、1つは質量で表した収量、もう1つは原料から得られる理論量に対する百分率で示した収率である。
化学合成の語は狭義には2つ以上の基質を単一の生成物に変換する反応に対して用いられる。一般式を用いて、
A + B → AB
と表される。ここで A と B は元素の単体または化合物、AB は A と B それぞれの部分構造を持つ化合物である。具体的な例としては、
2 Na + Cl2 → 2 NaCl   （塩化ナトリウムの生成）
S + O2 → SO2   （二酸化硫黄の生成）
4 Fe + 3 O2 → 2 Fe2O3   （酸化鉄(III)の生成）
CO2 + H2O → H2CO3   （水に溶解した二酸化炭素による炭酸の生成）
などが挙げられる。

## 合成戦略
ある化合物 A を生成物 B に変換するまでの過程に関しては様々な経路を検討することができ、これを合成戦略（synthetic strategy）と呼ぶ。多段階反応では1つの基質に対して化学変換を連続して行い、多成分反応においては数種類の反応物から1つの生成物が得られる。ワンポット合成は途中で生成物の単離・精製を行わず、反応物に対して次々に化学変換を行う。

## 有機合成
単純な化合物から複雑な化合物を作る過程においては、目的とする生成物を合成するまで多段階の操作と多大な時間・労力を必要とする。特に、市販されている単純な化合物のみから、生理活性物質などの天然物や理論的に興味深い有機化合物を作るための多段階の化学合成を、全合成という。全合成は純粋に合成化学的な過程であるが、一方で、植物や動物、菌類等から抽出された天然物を原料とした場合には半合成と呼ばれる。

### ジャーナル
- Synthesis (雑誌)